# Лемболово (присілок)
Лемболово (рос. Лемболово) — присілок у Всеволожському районі Ленінградської області Російської Федерації.
Населення становить 56 осіб. Належить до муніципального утворення Куйвозовське сільське поселення.

## Історія
Від 1 серпня 1927 року належить до Ленінградської області.

## Населення
| 1958 | 1997 | 2002 | 2007 | 2010 | 2017 |
| ---- | ---- | ---- | ---- | ---- | ---- |
| 205  | ↘154 | ↗169 | ↗198 | ↘56  | →56  |